# 查爾摩斯理工大學
查尔姆斯理工大学（英語：Chalmers University of Technology，简称：Chalmers），位于瑞典第二大城市哥德堡，成立于1829年，是一所以工程技术、自然科学和建筑学等学科教育与研究为主旨的瑞典理工大学。查尔姆斯理工大学与欧洲多所顶尖理工大学共同组成著名的IDEA联盟。查尔姆斯理工大学在2022年QS世界大学排名中排名于全球第121。在荷兰莱顿大学发布的2021年莱顿大学排名中，查尔姆斯理工大学与工业界的科研合作水平排名全球第5。

## 基本信息
查尔姆斯理工大学是欧洲顶尖的一所理工大学。自1829年成立以来，学校的主旨就是将研究热情和工程、建筑、数学和自然科学教育的悠久传统相结合，从探索的乐趣和学习新知的渴求中激发灵感。学校所做的一切都是希望能够对瑞典和世界的可持久发展有所裨益。查尔姆斯的硕士专业项目与实力特别强的研究领域紧密联系，其设计旨在满足社会和工业的需求。
查尔姆斯的硕士专业课程几乎都采用英语教学。瑞典全国大约40%左右的工程师和建筑师都是该校毕业生，是瑞典就业率最高的大学。该校拥有强大的环境科技、信息技术、纳米技术、生物工程、汽车工程与建筑学系，是欧洲著名的研究型大学。
在QS世界大学排名中，该校与瑞典皇家理工学院一起被列为瑞典最优秀的理工大学，和北欧地区最优秀的理工研究所之一，该校在QS世界大学排名理工科排名中一直保持在前百强。此外，在2011年一项以校友担任世界五百强CEO的数量为标准的大学排名中，查尔姆斯理工大学位列瑞典第1，欧洲第16，世界第38位。
自从本世纪初起查尔姆斯理工大学所有研究生以上课程都使用全英文教学，取消了包括瑞典在内的欧洲很多非英语国家大学使用的令国际学生与本国学生分开学习的国际硕士项目，是查尔姆斯的一大特色。这缘于2004年开始的“博洛尼亚进程”，查尔姆斯成为了该进程中的第一所瑞典理工学校。学生中大约有10%是瑞典以外的国际学生，他们来自世界各地前来攻读研究生和博士课程。
2014年初，查尔姆斯理工大学加入IDEA联盟。

## 历史沿革
查尔姆斯理工大学1829年由瑞典东印度公司董事之一的威廉·查尔姆斯（William Chalmers）以建立一所工业学校（industrial school）为目的捐款设立，学校因此以他的名字命名。查尔姆斯理工大学与卡罗林斯卡医学院和林奈大学是瑞典仅有的三所以个人姓名命名的大学。学校在1937年从私立大学变为国立大学，而后在1994年被基金会收购，又转而成为私立大学，但每年2/3的经费来自瑞典政府。

## 城市与校园

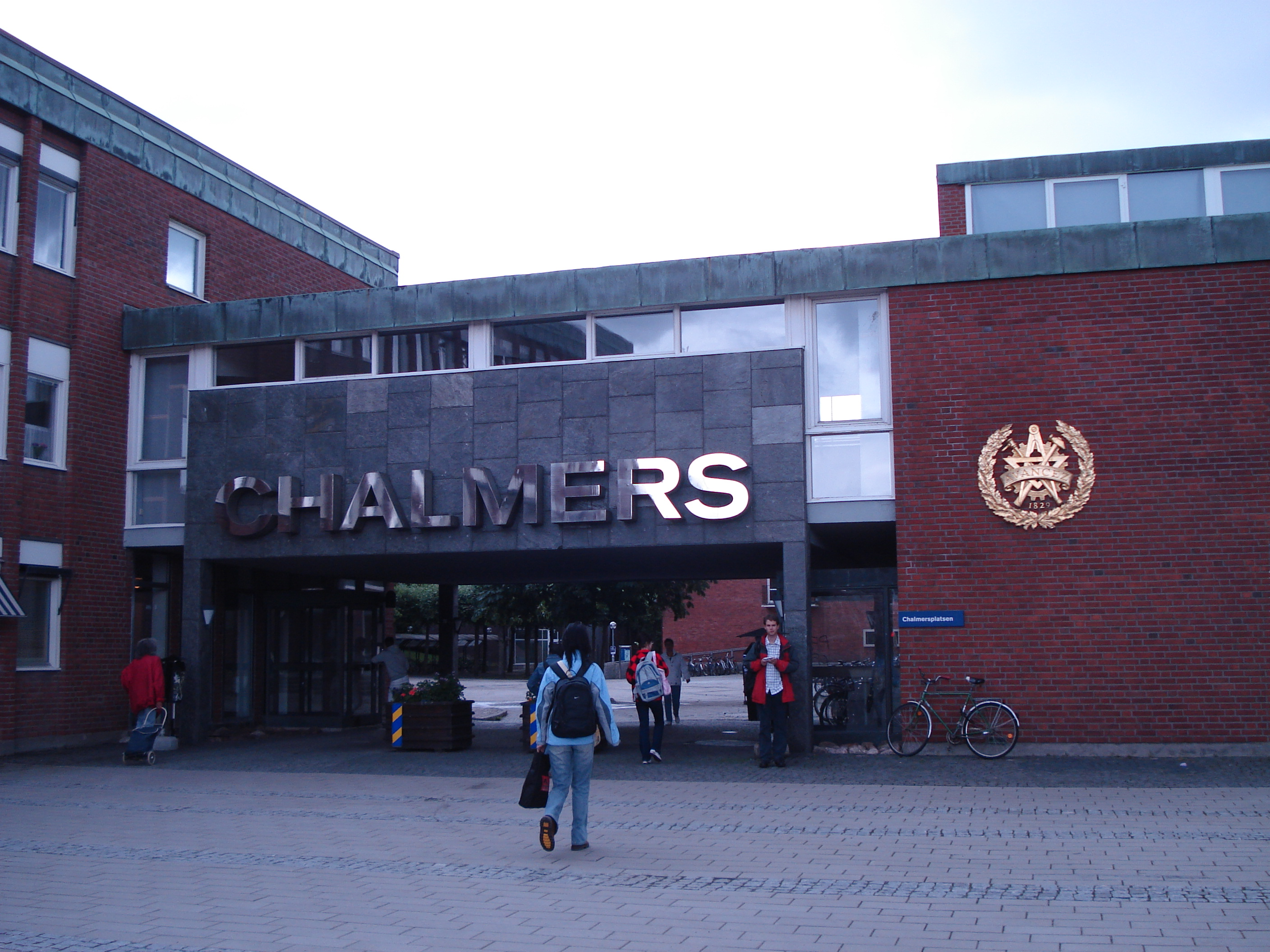
Gibraltar校区CTH大门

学校所在的瑞典第二大城市哥德堡位于瑞典美丽的西海岸，是北欧地区最大也是最重要的港口城市。哥德堡港终年不受冻，成为瑞典和西欧通新风气主要港埠。因为哥德堡地处哥本哈根、奥斯陆和斯德哥尔摩三个北欧国家首都的中心，有450多条航线通往世界各地，是北欧的咽喉要道，在它方圆300公里以内是北欧三国工业最发达的地区，是北欧的工业中心。
该城市约50万人口中有近6万人都是查尔姆斯理工大学与哥德堡大学的学生，使这个城市成为斯堪的纳维亚地区最大的大学城。友好的城市政府每年都会免费给所有新来到哥德堡的国际学生发送一系列市区景点，博物馆参观券，体育比赛和演出门票。每年四月下旬举行的查尔姆斯花车游行 (The Cortège) 是哥德堡市的一大节日，届时无数由查尔姆斯理工大学学生设计与制作的古怪花车与管乐队将和兴奋狂欢的市民与学生一起占领城市的主要街道，享受北欧一年之中最好的季节。
查尔姆斯理工大学目前有两个校区，分别为位于约翰内堡（Johanneberg）的主校區和位于林德霍姆 (Lindholmen) 的分校区。两个校区都位于哥德堡市中心，校区之间由16路公交线路连接交通，车程大约为20分钟。两个校区都紧邻科技园区，以使教育学术界和工业界紧密结合。1937年，查尔姆斯理工大学搬至位于Gibraltar的约翰内堡 (Johanneberg) 主校区，校区是一当地一座建筑物命名，这里距城市中心步行仅15分钟。位于城市北部希辛根岛（Hisingen）上的林德霍姆校区与市中心隔河相望，风景优美。该校区设立于上世纪90年代初，约有2700名本科学生（科学工程专业，商船专业，和其他本科课程）在这个校区上课。这里也是哥德堡林德霍姆科技园的所在地 (Lindholmen Science Park)，该科技园不仅拥有沃尔沃集团、沃尔沃汽车、爱立信、萨博 (Saab)、斯堪尼亚 (Scania)、IBM、瑞典电视台 (SVT) 等大型公司的研发中心，也是无数小型创新公司的基地，其发展重点是移动互联网技术、远程信息处理以及现代媒体，瑞典约75%的影视制作都在该园区完成。

## 科研实力
六大领先领域：能源、卫生保健工程、信息及通信技术、材料科学、生产、交通。

## 奖学金
查尔姆斯理工大学为国际学生提供多项奖学金，主要包括
前进奖学金（Avancez Scholarships）：该奖学金由查尔姆斯基金会 (Chalmers Foundation) 提供，为获奖者提供75%的学费减免，若第一学年在校表现优异，第二学年还有机会升至85%的学费减免；
国际教育培训项目奖学金（IPOET Scholarships）：该奖学金由瑞典高等教育理事会（UHR）提供，奖学金内容同Avancez Scholarships；
沃尔沃汽车公司奖学金（Volvo Car Corporation Scholarships）：该奖学金只为中国学生提供，包括全免学费和参与VESC项目的资格（VESC即暑期工作、硕士论文、导师项目和未来成为正式员工的可能）；
沃尔沃集团奖学金（Volvo Group Scholarship）：该奖学金由总部在瑞典的沃尔沃集团设立，资助额度为100%的学费减免。沃尔沃集团将全程关注获奖者，可能为获奖者提供暑期实习、毕业论文和导师指导等。

## 院系设置
从2017年起，查尔姆斯理工大学设置为以下13个学院：

| - 建筑与土木工程学院 (Architecture and Civil Engineering, ACE) - 生物与生物工程学院 (Biology and Biological Engineering, BIO) - 化学与化学工程学院 (Chemistry and Chemical Engineering, CHEM) - 科技传播与学习学院 (Communication and Learning in Science, CLS) - 计算机科学与工程学院 (Computer Science and Engineering, CSE) - 电气工程学院 (Electrical Engineering, E2) - 工业与材料科学学院 (Industrial and Materials Science, IMS) | - 数学科学学院 (Mathematical Sciences) - 力学与海事科学学院 (Mechanics and Maritime Sciences, M2) - 微米技术与纳米科学学院 (Microtechnology and Nanoscience, MC2) - 物理学院 (Physics) - 空间地球与环境学院 (Space, Earth and Environment, SEE) - 技术管理与经济学院 (Technology Management and Economics, TME) |

查尔姆斯理工大学还有6个国家级研究中心，包括数学建模、环境科学、风力发电和电动汽车等重点领域。其中部分IT类项目由查尔姆斯理工大学与哥德堡大学合办的信息技术大学（IT University）提供，该学院专注于IT科技，并根据学生所选课程颁发查尔姆斯理工大学或哥德堡大学学位。 除此之外，这两所学校在其它很多专业中也都有紧密联系，两校学生可以自由地相互选课。

## 主要合作

### 院校合作
查尔姆斯理工大学与德国斯图加特大学，中国华东理工大学合作有双学位硕士项目。第一年在查尔姆斯理工大学完成学习，第二年在合作大学完成毕业论文毕业后同时获得两校的毕业证书。
查尔姆斯理工大学与欧洲众多知名高校有伊拉斯谟交换项目的合作，学生将有机会在欧洲其他大学交换学习3-12个月的时间。
查尔姆斯理工大学与北欧另外最顶尖的四所理工大学组成了Nordic Five Tech联盟（N5T），包括瑞典皇家理工学院，丹麦的丹麦技术大学，芬兰的阿尔托大学和挪威的挪威科技大学，提供众多联合硕士项目。
除了与世界众多一流大学之间互有学生交换协议外。学校还是Top Industrial Managers for Europe， The Alliance for Global Sustainability （AGS，其它三个成员为麻省理工、苏黎世联邦理工学院和东京大学），UNITECH International（其它成员包括剑桥大学三一学院、法国中央理工、德国亚琛工业大学等）等联盟成员以及联合国人居署合作办学。

### 与大中华地区关系
查尔姆斯理工大学十分重视与大中华地区的关系，并为此做出了诸多努力：
- 专为中国学生设立的多种奖学金。
- 与清华大学、同济大学、香港科技大学、香港城市大学、陽明交通大學、臺北科技大學等建立了合作关系。
- 在陽明交通大學设立了Chalmers International Asian Office。
- 开通了学校官方新浪微博（@查尔莫斯理工大学）。

### 企业合作
学校与爱立信、萨博、ABB、沃尔沃、SKF等瑞典主要企业保持着良好的合作关系，学校校区中有Johanneberg Science Park、Lindholmen Science Park 和 Sahlgrenska Science Park 三个瑞典国家科学园区。

### 合作院校
有学生交换项目的合作院校（按国家/地区）主要包括：
美国：斯坦福大学、华盛顿大学、纽约州立大学，佐治亚理工学院、明尼苏达大学
英国：剑桥大学三一学院、拉夫堡大学
澳大利亚：昆士兰科技大学、新南威尔士大学
加拿大： 滑铁卢大学
德国：亚琛工业大学
意大利：米兰理工大学
法国：中央理工大学
荷兰：代尔夫特理工大学
西班牙：加泰罗尼亚理工大学
瑞士：苏黎世联邦理工大学
香港：香港科技大学、香港城市大学、香港理工大学
中国：同济大学、清华大学
台湾：陽明交通大學
新加坡：新加坡国立大学、南洋理工大学
日本：东京大学、东京工业大学

## 学生生活

### 国际迎新
Chalmers以及Chalmers国际迎新委员会（Chalmers International Reception Committee, CIRC）为所有新生准备了内容丰富的迎新周活动，迎新周通常为8月的最后一周。迎新周内包括了几个必要的活动，在迎新周之后的几个周内CIRC还会组织一系列的迎新活动。

新生们会被分配在不同的Phadder Group中，然后以小组为单位进行活动。迎新活动包括游览Chalmers的Johanneberg和Lindholmen校区，在Slottskogen公园玩游戏和BBQ，国际生晚宴，FestU party，哥德堡海岛游，游戏与体育活动日等等。

### 瑞典语
Chalmers与当地教育机构Folk Universitetet合作为付费国际学生提供免费的瑞典语课程，使新生们在来到瑞典后了解并掌握基本的瑞典语。同时瑞典政府也免费为持有人口号的国际学生提供瑞典语课程。

### 学生组织
Chalmers Formula Student：

Chalmers Formula Student（Chalmers大学生方程式赛车）是一个由Chalmers学生组成的团队。从设计到生产，学生们自己动手亲身实践造出一辆赛车，参加世界大学生方程式赛车比赛。在2013年的比赛中，Chalmers的车队获得世界第三。

### 学生会
Chalmers非常重视其传统，不论是庄严的毕业典礼，或是轻松的Cortègen活动，都是依照其历史悠久的传统。例如：

- 查尔姆斯理工大学学生会 （每年举办欧洲最大的人才招聘会之一-CHARM）
- Chalmers Ballong Corps （瑞典最大的热气球协会）
- 查尔姆斯理工大学航天学会
- CETAC （该协会成员，每年夏天将有机会去美国实习）
- 查尔姆斯理工大学院合唱团
- 查尔姆斯理工大学国际接待团（CIRC）
- The Cortège （查尔姆斯狂欢节，始于1909年，每年大约有25万人观看）
- Chalmers Students for Sustainability-CSS （是" World Student Community for Sustainable Development"成员之一，其他成员来自包括麻省理工，苏黎世联邦理工，东京大学等学校）
- Chalmers Naval Architecture Students' Society (FCS) （每年将有10名协会成员有机会参加“北欧造船专家大会”）

Chalmers学生会在International Barameter该调查抽样调查了13个国家170个学校144000个国际学生。根据调查结果显示，在学习方面，Chalmers在所抽样调查的瑞典和欧洲学校名列第一，世界第五。学生会连续第二年受到高度评价。

## 知名校友
- 尼尔斯·朗勒特（英语：Abraham Langlet），化學家，元素氦的发现者之一
- 古斯塔夫·達倫，諾貝爾物理學獎得獎者
- 伯恩哈德·施密特，德国裔爱沙尼亚光学设计家，发明了施密特摄星仪
- 雷夫·约翰森，前爱立信董事长（2011-2017年）和沃尔沃集团总裁兼CEO（1997-2001年）
- 雷夫·奥斯特林（英语：Leif Östling），斯堪尼亚汽车总裁兼CEO
- 彼得·奥古斯特松，薩博公司行政總裁
- 汉斯·斯特拉伯格（英语：Hans Straberg）， 阿特拉斯·科普柯集团和斯凯孚集团董事局主席，前伊莱克斯总裁兼CEO（2002-2010年）
- 戈兰·林达尔，前ABB集团总裁兼CEO（1997-2000年）
- 西格弗里德·埃德斯特隆，前國際奧林匹克委員會主席（1946-1952年）
- 徐红星，物理学家，中国科学院院士，武汉大学教授。
- 拉尔斯·彭贺，LPC 编程语言之父
- 路德維格·斯特里尤斯（英语：Ludvig Strigeus），瑞典著名程序员，BitTorrent、μTorrent、OpenTTD、ScummVM 等世界知名软件的开发者，也是欧洲最大的音乐服务网站Spotify的主要开发者，现就职于Spotify。
- 卡尔·亚伯拉罕·皮尔（英语：Carl Abraham Pihl），首條挪威鐵路的工程師和指導
- 耶特·文格（英语：Gert Wingårdh），建築師
- PewDiePie，YouTuber，YouTube著名名人，曾是YouTuber之首多年，是開創「與觀眾一起玩遊戲」類型視頻的先河者。
- 伊瓦爾·雅各布森，UML之父，Use Case、RUP等软件技术作者，公认的软件工业开发模式的世界级大师

## 历任校長
該校校長的瑞典文稱謂為
| - 1829─1852年 Carl Palmstedt - 1852─1881年 Eduard von Schoultz - 1881─1913年 August Wijkander - 1913─1933年 Hugo Grauers - 1934─1943年 Sven Hultin - 1943─1958年 Gustav Hössjer - 1958─1966年 Lennart Rönnmark | - 1966─1974年 Nils Gralén - 1974─1989年 Sven Olving - 1989─1998年 Anders Sjöberg - 1998─2006年 Jan-Eric Sundgren - 2006─2015年 Karin Markides - 2015─ Stefan Bengtsson |

## 外部連結
- 查爾摩斯工學院 （页面存档备份，存于） 官方網頁
- 查爾摩斯理工大學的新浪微博
- 查爾摩斯理工大學的Facebook專頁
- 查爾摩斯理工大學的X（前Twitter）
- YouTube上的查爾摩斯理工大學頻道
- 查爾摩斯理工大學的Instagram帳戶